# Synagoge (Sušice)
Die insgesamt drei Synagogen in Sušice, (deutsch Schüttenhofen), Bezirk Okres Klatovy in der südwestböhmischen Region Plzeňský kraj in Tschechien (richtiger ein Gebetsraum und zwei Synagogen) existierten nach und nach von 1660 bis 1963, als die letzte Synagoge abgerissen wurde. Die erste Synagoge (bzw. Gebetshaus) wurde 1659/60 erbaut, die zweite Synagoge 1709, die dritte Synagoge 1859.

## Geschichte
Die erste Synagoge bzw. das Gebetshaus, ein hölzernes Gebäude im Hof an der Westseite der damaligen Jüdischen Straße (heute Vodní-Straße), wurde um 1659–60 errichtet und 1707 niedergebrannt. In der zweiten Synagoge, die 1709 an derselben Stelle erbaut wurde, fand der Gottesdienst bis 1859 statt. Die dritte Synagoge wurde 1857–59 im neoromanischen Stil erbaut. Der Gottesdienst fand hier bis zum Zweiten Weltkrieg statt (teilweise parallel zum Gottesdienst in der zweiten Synagoge von 1709). Diese Synagoge wurde 1963 abgerissen.

### Erste Synagoge (Gebetshaus)
Um 1600 lebten in Sušice vier jüdische Familien, die 1659/60 eine kleine hölzerne Synagoge errichteten (in den Quellen oft als Gebetshaus bezeichnet). Das kleine Gebäude  befand sich in einem Innenhof im westlichen Teil der damaligen Jüdischen Straße. Dieses Gebäude wurde 1707 durch einen Großbrand zerstört.

### Zweite Synagoge
Zwei Jahre nach dem Brand wurde eine neue Synagoge in Betrieb genommen. Sie war größer (und darüber hinaus gemauert) und befand sich am selben Ort wie das Gebetshaus. Der Gottesdienst fand hier bis 1859 statt, als sie zu einem Wohngebäude umgebaut wurde; einigen Quellen zufolge wurde hier aber auch später, insbesondere in den Wintermonaten, Gottesdienst abgehalten. Das Gebäude brannte 1923 nieder.

### Dritte Synagoge
Die jüdische Gemeinde wuchs im Laufe der Zeit, Mitte des 19. Jahrhunderts zählte sie etwa 300 Personen und die alte Synagoge entsprach nicht diesen neuen Anforderungen. Die jüdische Gemeinde beschloss, eine neue Synagoge zu bauen. Sie kaufte zu diesem Zweck drei Häuser im östlichen Teil der damaligen Jüdischen Straße. Der Grundstein wurde am 14. Juli 1857 gelegt, 1859 wurde das Gebäude im neoromanischen Stil fertiggestellt. Der Gottesdienst fand hier bis zum Zweiten Weltkrieg statt. Nach dem Krieg ging die Synagoge in den Besitz der Stadt über und wurde 1963 abgerissen.